# Математична фізика
Математична фізика — загальна назва математичних методів дослідження і розв'язання диференціальних рівнянь, які виникають, зокрема, в фізиці. Теорія математичних моделей фізичних явищ; займає особливе положення і у математиці, і у фізиці, перебуваючи на стику цих наук. Математична фізика тісно зв'язана з фізикою в тій частині, яка стосується побудови математичної моделі, і водночас математична фізика — розділ математики, оскільки методи дослідження моделей є математичними. У поняття методів математичної фізики включаються ті математичні методи, які застосовуються для побудови і вивчення математичних моделей, що описують великі класи фізичних явищ.

## Історія
Методи математичної фізики як теорії математичних моделей фізики почали в кінці XVII ст. інтенсивно розроблятися в працях Ісаака Ньютона зі створення основ класичної механіки, всесвітнього тяжіння, теорії світла. Подальший розвиток (XVIII — I-а пол. XIX ст.) методів математичної фізики і їх успішне застосування до вивчення математичних моделей величезного обсягу різних фізичних явищ зв'язані з іменами Жозефа Луї Лагранжа, Леонарда Ейлера, П'єра Симона Лапласа, Жозефа Фур'є, Карла Гауса, Бернгарда Рімана, М. В. Остроградського та інших учених. Великий внесок до розвитку методів математичної фізики внесли О. М. Ляпунов і В. А. Стєклов. З II-ї половини XIX ст. методи математичної фізики успішно використовувалися для вивчення математичних моделей фізичних явищ, зв'язаних з різними фізичними полями і хвильовими функціями в електродинаміці, акустиці, теорії пружності, гідро- й аеродинаміці та інших напрямках дослідження фізичних явищ у суцільних середовищах.
Математичні моделі цього класу явищ найбільш часто описуються за допомогою диференційних рівнянь з частинними похідними, що одержали назву рівняння математичної фізики. Крім диференційних рівнянь математичної фізики, при описі математичних моделей фізики застосовуються інтегральні рівняння та інтегро-диференціальні рівняння, варіаційні та теоретико-ймовірнісні методи, теорія потенціалу, методи теорії функцій комплексної змінної і низка інших розділів математики. У зв'язку з бурхливим розвитком обчислювальної математики особливе значення для дослідження, математичних моделей фізики здобувають прямі чисельні методи, що вони використовують комп'ютери, і в першу чергу скінченно-різницеві методи розв'язування крайових задач, що дозволило методами математичної фізики ефективно розв'язувати нові задачі газової динаміки, теорії переносу, фізики плазми, у тому числі й зворотні задачі цих напрямків фізичних досліджень.

## Методи
Теоретичні дослідження в області квантової фізики і теорії відносності, широке застосування комп'ютерів у різних областях математичної фізики, включаючи і зворотні (некоректно поставлені) задачі, викликали значне розширення використовуваного математичною фізикою арсеналу математичних методів. Поряд із традиційними розділами математики стали широко застосовуватися теорія операторів, теорія узагальнених функцій, теорія функцій багатьох комплексних змінних, топологічні і алгебраїчні методи. Це інтенсивна взаємодія теоретичної фізики, математики і використання комп'ютерів у наукових дослідженнях призвело до значного розширення тематики, створення нових класів моделей і піднесло на новий рівень сучасну математичну фізику.
Постановка задач математичної фізики полягає в побудові математичних моделей, що описують основні закономірності досліджуваного класу фізичних явищ. Така постановка полягає у виводі рівнянь (диференціальних, інтегральних, інтеґро-диференціальних або алгебраїчних), яким задовольняють величини, що характеризують фізичний процес. При цьому виходять з основних фізичних законів, що враховують тільки найістотніші риси явища, відволікаючись від низки його другорядних характеристик. Такими законами є звичайно закони збереження, наприклад кількості руху, енергії, числа часток. Це призводить до того, що для опису процесів різної фізичної природи, які проте мають загальні характерні риси, виявляється можна застосувати ті ж математичні моделі. Наприклад, математичні задачі для найпростішого рівняння гіперболічного типу
{\displaystyle {\frac {\partial ^{2}u}{\partial t^{2}}}=a^{2}{\frac {\partial ^{2}u}{\partial x^{2}}}},
отриманого Жаном д'Аламбером (1747) для опису вільних коливань однорідної струни, виявляються придатними і для опису широкого кола хвильових процесів акустики, гідродинаміки, електродинаміки та ін. областей фізики. Аналогічно, рівняння
{\displaystyle {\frac {\partial ^{2}u}{\partial x^{2}}}+{\frac {\partial ^{2}u}{\partial y^{2}}}+{\frac {\partial ^{2}u}{\partial z^{2}}}=0},
крайові задачі для якого спочатку вивчалися П'єром Симоном Лапласом (кінець XVIII ст.) у зв'язку з побудовою теорії тяжіння, надалі знайшло застосування при розв'язуванні багатьох проблем електростатики, теорії пружності, задач сталого руху ідеальної рідини тощо. Кожній математичній моделі фізики відповідає цілий клас фізичних процесів.
Для математичної фізики характерно також те, що багато загальних методів, які можна використати для розв'язування задач математичної фізики, розвилися з частинних способів розв'язування конкретних фізичних задач і у своєму первісному вигляді не мали строгого математичного обґрунтування і достатньої довершеності. Це відноситься до таких відомих методів розв'язування задач математичної фізики, як методи Ріца й Гальоркіна, до методів теорії збурень, перетворень Фур'є і багатьох інших, включаючи метод розділення змінних. Ефективне застосування всіх цих методів для розв'язування конкретних задач стало одним зі стимулів для їх строгого математичного обґрунтування й узагальнення, що призводить у деяких випадках до виникнення нових математичних напрямів.
Вплив математичної фізики на різні розділи математики виявляється й у тому, що розвиток математичної фізики, що відбиває вимоги природничих наук і запити практики, спричиняє переорієнтацію спрямованості досліджень у деяких вже сформованих розділах математики. Постановка задач математичної фізики, зв'язана з розробкою математичних моделей реальних фізичних явищ, призвела до зміни основної проблематики теорії диференціальних рівнянь у частинних похідних. Виникла теорія крайових задач, що дозволила згодом зв'язати диференціальне рівняння у частинних похідних, з інтегральними рівняннями і варіаційними методами.
Вивчення математичних моделей фізики математичними методами не тільки дозволяє дослідити кількісні характеристики фізичних явищ і розрахувати із заданим ступенем точності хід реальних процесів, а й надає можливість глибокого проникнення до самої суті фізичних явищ, виявлення схованих закономірностей, передбачення нових ефектів. Прагнення до детальнішого вивчення фізичних явищ призводить до усе більшого ускладнення математичних моделей, які описують ці явища, що, своєю чергою, унеможливлює застосування аналітичних методів дослідження цих моделей. Це пояснюється, зокрема, тим, що математичні моделі реальних фізичних процесів є, як правило, нелінійними, тобто описуються нелінійними рівняннями математичної фізики Для детального дослідження таких моделей успішно застосовуються прямі чисельні методи з використанням комп'ютерів. Для типових задач математичної фізики використання чисельних методів зводиться до заміни рівнянь математичної фізики для функцій неперервного аргументу алгебраїчними рівняннями для сіткових функцій, заданих на дискретній множині точок (на сітці). Іншими словами, замість неперервної моделі середовища вводиться її дискретний аналог. Застосування чисельних методів у ряді випадків дозволяє замінити складний, трудомісткий і вартісний фізичний експеримент значно економічнішим математичним (чисельним) експериментом. Досить повно проведений математичний експеримент є основою для вибору оптимальних умов реального фізичного експерименту, вибору параметрів складних фізичних приладів, визначення умов виявлення нових фізичних ефектів тощо. У такий спосіб чисельні методи надзвичайно розширюють область ефективного використання математичних моделей фізичних явищ. Математична модель фізичного явища, як усяка модель, не може передати всіх рис явища. Встановити адекватність прийнятої моделі досліджуваному явищу можна тільки за допомогою критерію практики, зіставляючи результати теоретичних досліджень прийнятої моделі з даними експериментів.
У багатьох випадках про адекватність прийнятої моделі можна судити на підставі розв'язування обернених задач математичної фізики, коли про властивості досліджуваних явищ природи, недоступних для безпосереднього спостереження, робляться висновки за результатами їх непрямих фізичних проявів. Для математичної фізики характерно прагнення будувати такі математичні моделі, які не лише дають опис і пояснення вже встановлених фізичних закономірностей досліджуваного кола явищ, а й дозволяють передбачити ще не встановлені закономірності. Класичним прикладом такої моделі є теорія всесвітнього тяжіння Ньютона, що дозволила не лише пояснити рух відомих до моменту її створення тіл Сонячної системи, але і передбачити існування нових планет. З іншого боку, нові експериментальні дані не завжди можуть бути пояснені в рамках прийнятої моделі. Для їхнього пояснення потрібне ускладнення моделі.